# Dialog (fontän)

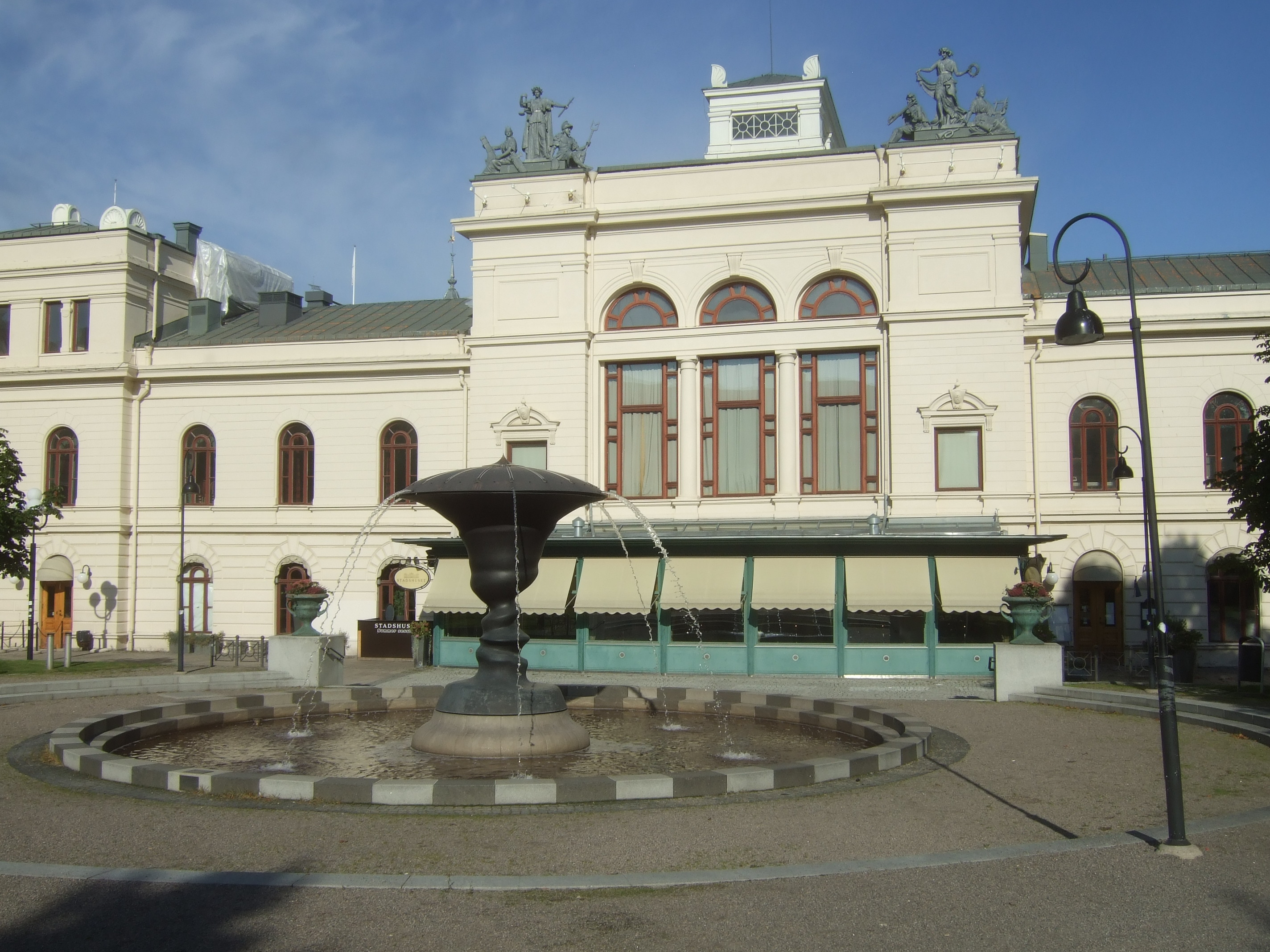
Fontänskulpturen Dialog med Sundsvalls stadshus i bakgrunden

Dialog är en fontänskulptur i brons av skulptören Christian Partos som finns i Stadshusparken i Sundsvall. År 1996 rustades parken upp och kommunen gav Christian Partos uppdraget att utforma fontänskulpturen.
Tittar man mot fontänen kan man tänka sig två ansiktsprofiler på var sida om fontänens mittpelare. 6 vattenstrålar från fontänens överdel ramar in profilerna och bildar deras hår. När fontänen roterar förändras profilerna, som om profilerna har en dialog med varandra, därav fontänens namn.
Två krukor med blommor står också intill fontänen. Också de tillhör konstverket och är med handtag formade som öron tänkta att symbolisera att det alltid finns någon som hör konversationen.